# Caporales

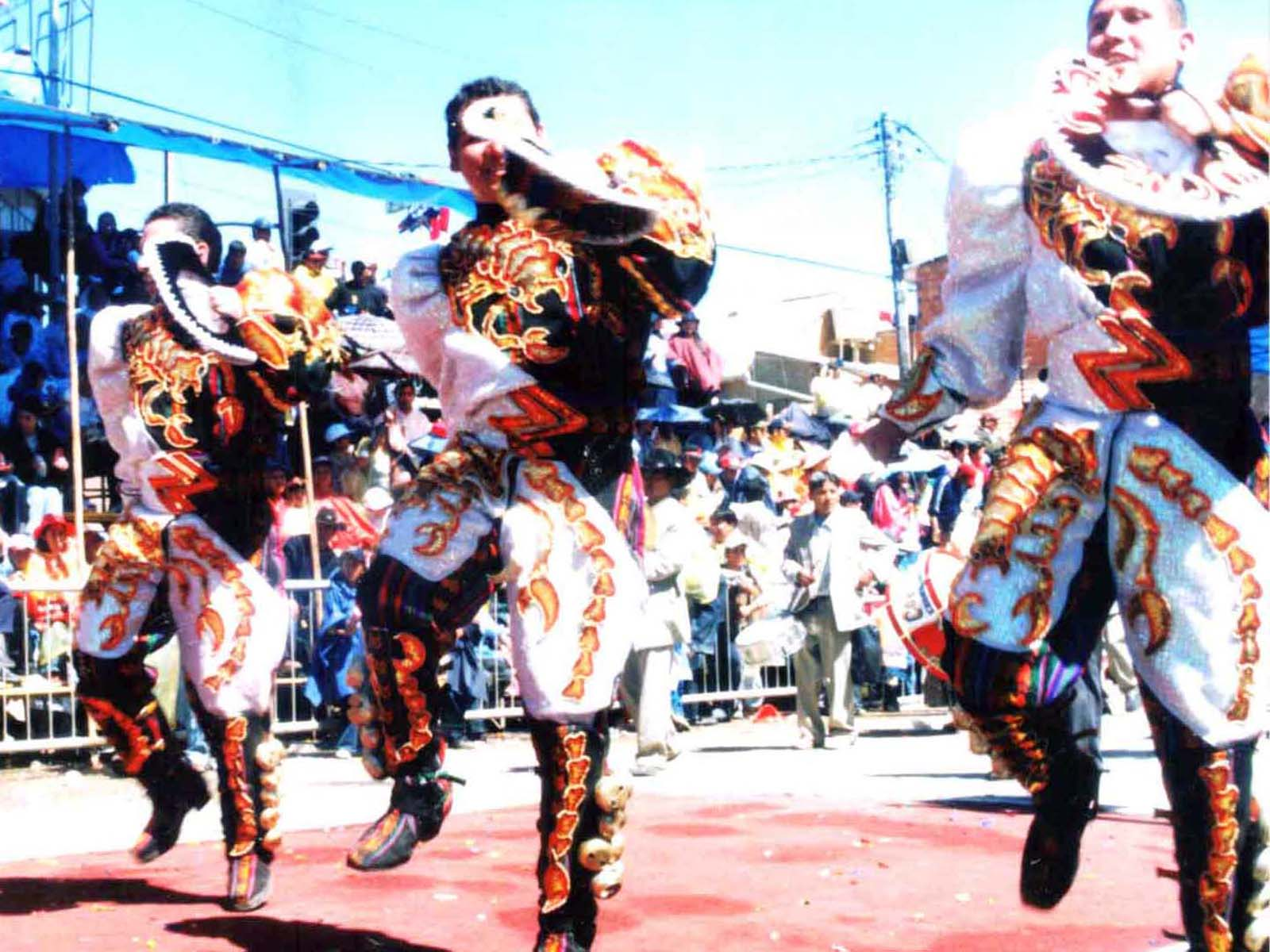
Caporales

Caporales är en boliviansk folkdans. Dansen är en intensiv och kraftfull dans som idag till stor del dansas under karnevaler och andra stora högtider. Dansen har också en religiös betydelse. 
En manlig caporaldräkt skall vara i enlighet med en äldre spansk militärutstyrsel. En manlig dansare bär en hatt i sin vänstra hand och en piska i sin högra hand (ibland). En kvinnlig caporalklädsel består av en minidress med matchande trosor, hudfärgade strumpbyxor och högklackade skor. Dansen har sitt ursprung i La Paz i Bolivia. Den manliga dansaren har på sina stövlar klockor som markerar rytmen. Klockorna ska enligt originaldansen vara svansen från skallerormen. Den manliga dansaren kallas Capataz, slavarnas förman, därav piskan. Dansen dansas årligen i den stora karnevalen i Oruro i Bolivia och i den årliga Gran poder, den stora kraften, i La Paz. På grund av det bolivianska inflytandet dansas också caporales dansen i Peru och norra Chile.
År 2011 utnämndes Caporales till immateriellt kulturarv i Bolivia.